# Grammy Awards 1977
La 19ª edizione dei Grammy Awards si è svolta il 19 febbraio 1977 presso l'Hollywood Palladium di Los Angeles (California).

## Vincitori e candidati

### Categorie principali

#### Registrazione dell'anno
- This Masquerade - George Benson; Tommy LiPuma (produttore)
- Afternoon Delight - Starland Vocal Band; Milt Okun (produttore)
- 50 Ways to Leave Your Lover - Paul Simon; Paul Simon & Phil Ramone (produttori)
- I Write The Songs - Barry Manilow; Ron Dante & Barry Manilow (produttori)
- If You Leave Me Now - Chicago; James Guercio (produttore)

#### Canzone dell'anno
- I Write The Songs, scritta da Bruce Johnston, cantata da Barry Manilow
- Afternoon Delight, scritta da Bill Danoff, cantata dagli Starland Vocal Band
- Breaking Up Is Hard To Do, scritta da Neil Sedaka e Howard Greenfield, cantata da Neil Sedaka
- This Masquerade, scritta da Leon Russell, cantata da George Benson
- The Wreck Of The Edmund Fitzgerald, scritta e cantata da Gordon Lightfoot

#### Album dell'anno
- Songs in the Key of Life - Stevie Wonder
- Breezin' - George Benson
- Chicago X - Chicago
- Frampton Comes Alive! - Peter Frampton
- Silk Degrees - Boz Scaggs

#### Miglior artista esordiente
- Starland Vocal Band
- Boston
- The Brothers Johnson
- Wild Cherry
- Dr. Buzzard's Original Savannah Band

### Pop

#### Miglior interpretazione pop vocale femminile
- Linda Ronstadt - Hasten Down the Wind
- Natalie Cole - Natalie
- Emmylou Harris - Here, There and Everywhere
- Joni Mitchell - The Hissing of Summer Lawns
- Vicki Sue Robinson - Turn the Beat Around

#### Miglior interpretazione pop vocale maschile
- Stevie Wonder - Songs in the Key of Life
- Boz Scaggs - Silk Degrees
- George Benson - This Masquerade
- Gordon Lightfoot - The Wreck of the Edmund Fitzgerald
- Lou Rawls - You'll Never Find Another Love Like Mine

#### Miglior interpretazione pop vocale di un gruppo/duo
- If You Leave Me Now - Chicago

### Produzione e ingegneria del suono

#### Produttore dell'anno
- Stevie Wonder
- Richard Perry
- Lenny Waronker
- Joe Wissert

### R&B

#### Miglior canzone R&B
- Lowdown, scritta da Boz Scaggs e David Paich, eseguita da Boz Scaggs
- Misty Blue, scritta da Bob Montgomery, eseguita da Dorothy Moore
- (Shake, Shake, Shake) Shake Your Booty, scritta da Harry Wayne Casey e Richard Finch, eseguita da KC and the Sunshine Band
- Disco Lady, scritta da Harvey Scales, Al Vance e Don Davis, eseguita da Johnnie Taylor
- Love Hangover, scritta da Pam Sawyer e Marilyn McLeod, eseguita da Diana Ross